# Parafia Narodzenia Najświętszej Maryi Panny w Miasteczku Śląskim
Parafia Narodzenia Najświętszej Maryi Panny – rzymskokatolicka parafia znajdująca się w Miasteczku Śląskim, w dzielnicy Żyglin-Żyglinek. Należy do diecezji gliwickiej i dekanatu Żyglin.

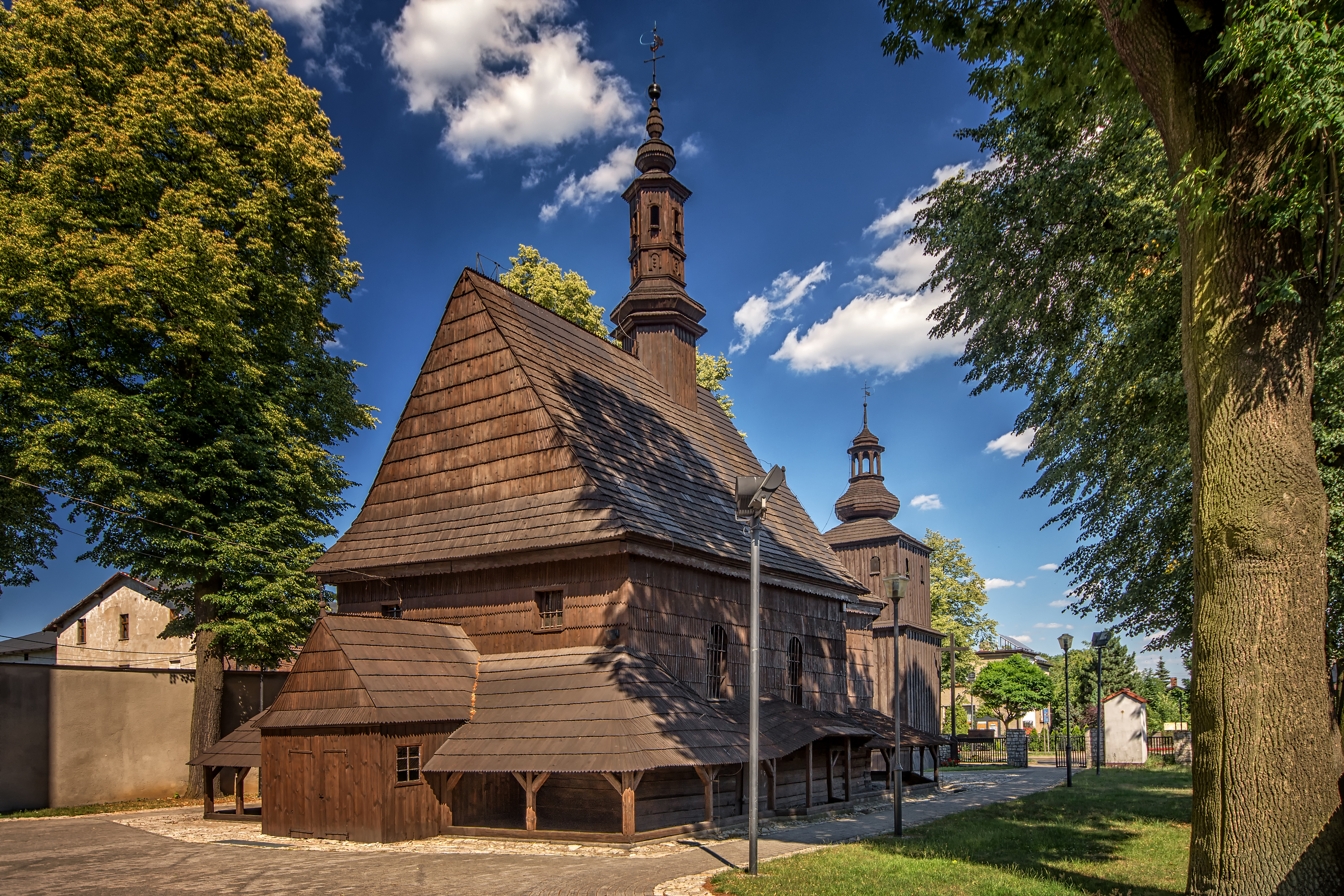
Kościół św. Jerzego i Wniebowzięcia Najświętszej Maryi Panny w Miasteczku Śląskim, dawny kościół filialny parafii w Żyglinie (2018)

## Historia
Legendarną datą erygowania parafii jest rok 1253. Pierwsza wzmianka o parafii w Żyglinie pochodzi z 1440 roku, która pojawia się w Liber beneficiorum dioecesis Cracoviensis Jana Długosza. W 2. połowie XVI wieku parafią zarządzali kaznodzieje luterańscy. Obszar parafii obejmował teren w promieniu 15 km od Żyglina. Do parafii przynależeli wierni m.in. z miejscowości: Jędrysek, Kalety, Nakło Śląskie, Nowe Chechło, Miasteczko Śląskie (z kościołem Wniebowzięcia Najświętszej Maryi Panny w Miasteczku Śląskim, gdzie co drugą niedzielę odprawiano msze święte; świątynia była kościołem filialnym żyglińskiej parafii w latach 1666–1849), Świerklaniec (Stare Chechło).
Z żyglińskiej parafii wyodrębniły się:
- parafia Wniebowzięcia Najświętszej Maryi Panny w Miasteczku Śląskim (lokalia powołana w 1849 roku)[10]
- parafia Najświętszego Serca Pana Jezusa w Nakle Śląskim (erygowana w 1894 roku)[10]
- parafia św. Józefa w Kaletach-Jędrysku (erygowana w 1896 roku)[10]
- parafia Chrystusa Króla w Świerklańcu (kuracja ustanowiona 1 października 1929 roku[11] dla Starego Chechła (Świerklańca), Nowego Chechła, Ostrożnicy i Bizji[11]; parafia erygowana w 1931 roku)[10]
- parafia Świętych Apostołów Piotra i Pawła w Miasteczku Śląskim-Brynicy Brynica (erygowana w 2003 roku)[10]

## Proboszczowie
- ks. Laurentius Nowakowic (instalowany 12 lutego 1653)[12]
- ks. Michał Janowski (około 1720)[13]
- ks. Andrzej Kempa (około 1749)[13]
- ks. Józef Rink (około 1816)[14]
- ks. Kasper Orliński (początek XX wieku)[8]
- ks. Alojzy Orliński (1920–1934)
- ks. Franciszek Wyciślik (1934–1952)
- ks. Bernard Wranka (1952–1953)
- ks. Jan Odróbka (1953–1954)
- ks. Jan Prus (1954–1956)
- ks. Piotr Kowolik (1956–1958)
- ks. Paweł Wyciślik (1958–1977)
- ks. Michał Wojsyk (22 września 1977–31 sierpnia 2000)
- ks. Andrzej Potyra (od 16 sierpnia 2000)